# Villers-Bretonneux
Villers-Bretonneux là một xã ở tỉnh Somme trong vùng Hauts-de-France của Phá.

## Địa lý
Villers-Bretonneux có cự ly khoảng 12 miles (19 km) due về phía đông của Amiens, trên tuyến N29 và A29.

## Dân số
| 1969                                                  | 1968 | 1975 | 1982 | 1990 | 1999 | 2007 |
| ----------------------------------------------------- | ---- | ---- | ---- | ---- | ---- | ---- |
| 3342                                                  | 3474 | 3473 | 3347 | 3686 | 3952 | 4116 |
| Số liệu dân số từ năm 1962, dân số không tính hai lần |      |      |      |      |      |      |